# 戈迪·豪
戈迪·豪（英語：Gordie Howe，1928年03月31日—2016年06月10日），加拿大著名冰球运动员，绰号冰球先生。

## 职业生涯
- 20世纪40年代至80年代长期效力于北美国家冰球联盟。
- 23次参加全明星赛，迄今仍是最高记录保持者。
- 加拿大勋章获得者。
- 北美国家冰球联盟终身成就奖获得者。